# Alloasteropetes
Alloasteropetes là một chi bướm đêm thuộc họ Noctuidae.

## Các loài
- Alloasteropetes olivacea Kishida & Machijima, 1994